# Кларк, Хансен
Хансен Кларк (англ. Hansen Clarke, 2 марта 1957, Детройт, Мичиган, США) — сенатор штата Мичиган по первому избирательному округу. Принял полномочия в 2003 году. На должность сенатора избирался дважды: в 2002 и 2006 годах. Член Палаты представителей США от Мичигана с 2011 года.
В 1987 году получил степень доктора юриспруденции в Джорджтаунской школе права.